# Liste der Monuments historiques in Jougne
Die Liste der Monuments historiques in Jougne führt die Monuments historiques in der französischen Gemeinde Jougne auf.

## Liste der Immobilien
| Bezeichnung        | Beschreibung                                                                       | Standort                                          | Kennzeichnung | Schutzstatus | Datum | Bild           |
| ------------------ | ---------------------------------------------------------------------------------- | ------------------------------------------------- | ------------- | ------------ | ----- | -------------- |
| Kapelle St-Maurice | aus dem 11. oder 12. Jahrhundert                                                   | Jougne, südlich des Ortes auf dem Friedhof (Lage) | PA00101657    | Classé       | 1930  | weitere Bilder |
| Gefallenendenkmal  | 1924/25 errichtet, Entwurf Paul Robbe, Bildhauer Albert David und Georges Laëthier | Jougne, place du Mont-d’Or (Lage)                 | PA25000042    | Inscrit      | 2004  | weitere Bilder |

## Liste der Objekte
| Bezeichnung                | Beschreibung                                        | Standort                                          | Kennzeichnung | Schutzstatus | Datum | Bild |
| -------------------------- | --------------------------------------------------- | ------------------------------------------------- | ------------- | ------------ | ----- | ---- |
| Gemälde Mariä Heimsuchung  | Ölfarbe auf Leinwand, um 1600                       | Entre-les-Fourgs, in der Kapelle St-Claude (Lage) | PM25000838    | Classé       | 1980  |      |
| Kreuzigungsgruppe          | Holz, farbig gefasst, 17. Jahrhundert               | Entre-les-Fourgs, in der Kapelle St-Claude (Lage) | PM25002952    | Inscrit      | 2018  |      |
| Altaraufbau und Tabernakel | Holz, farbig gefasst und vergoldet, 18. Jahrhundert | Jougne, in der Kapelle St-Maurice (Lage)          | PM25001552    | Classé       | 1989  |      |